# Abatteuse

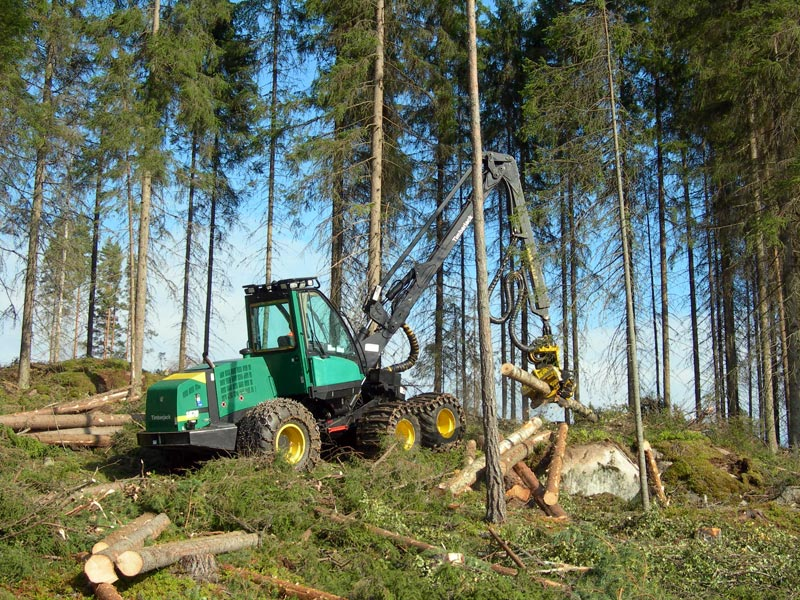
Abatteuse

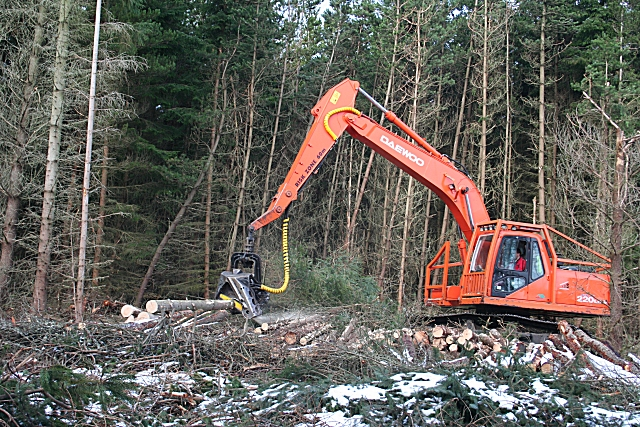
Tête d'abattage montée sur une pelle à chenilles

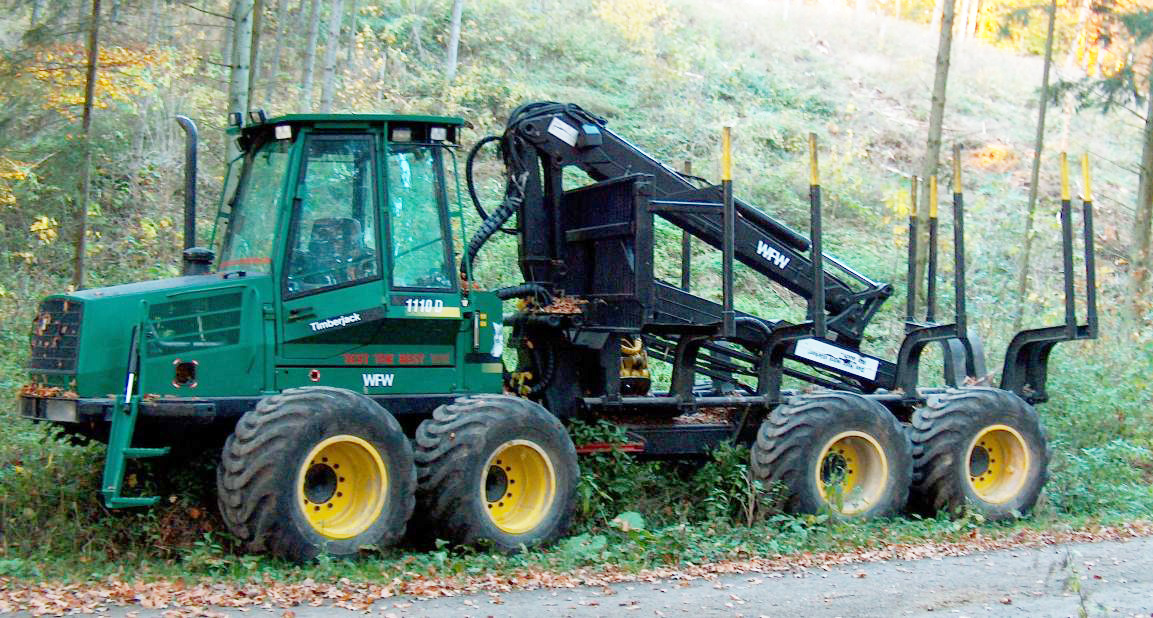
Porteur

Une abatteuse est un type de véhicule lourd employé par les opérateurs de machines pour l'exploitation forestière dans les opérations de coupe et regroupement des grumes (abatteuse-groupeuse), de façonnage (abatteuse-façonneuse : ébranchage et tronçonnage des arbres) . Initialement développées pour la récolte de résineux, les abatteuses sont de plus en plus utilisée pour les coupes de feuillus . Une abatteuse est en général utilisée conjointement avec un porteur qui transporte les produits (billons ou grumes) dans une zone de dépôt. Il existe des engins d'exploitation qui combinent les capacités de coupe de l'abatteuse et de transport du porteur, permettant à un seul opérateur et à une seule machine de couper, traiter et transporter les arbres. Ces types de véhicules ne sont utilisés que pour les courts trajets entre les peuplements forestiers. Pour des longs trajets, quand une abatteuse doit être déplacée d'un endroit à l'autre, l'utilisation d'un camion est indispensable.
De petites abatteuses ou élaircisseuses sont destinées à l'éclaircissage forestier ou à la production semi-automatisée de bûches sur chantier (troncs et branches jusqu'à 20–30 cm de diamètre pour les petites abatteuses sur pneus). Il peut s'agir aussi de têtes d'abattage adaptées sur pelle hydraulique, minipelle, pelle-araignée, chariot télescopique ou sur grue forestière montée sur tracteur agricole ou forestier.

## Chassis
Les abatteuses sont soit sur roues (souvent six ou huit), soit sur chenilles. Souvent, lors de l'utilisation de machines à roues, des "boogie tracks" sont utilisés, des chenilles qui peuvent être rajoutées sur les roues (à condition d'avoir deux essieux proches) afin de réduire l'impact négatif de la machine sur le sol ou encore de réduire l'usage des roues et donc de réduire les coûts et le temps de bris.

## Ordinateurs de bords
Toutes les abatteuses sont équipées d'un ordinateur de bord (on-board computer), permettant d'enregistrer toutes sortes de mesures faites par la tête d'abattage (telles que le diamètre du produit coupé, sa longueur, son essence, sa qualité). Ces ordinateurs stockent aussi des informations de productivité, des positions GPS et des paramètres de machine (température de la machine, consommation de carburant...). De plus, une optimisation du tronçonnage est possible grâce à l'ordinateur de bord. Cette optimisation permet de proposer des patrons de tronçonnage à l'opérateur de la machine . Tous les ordinateurs de bords fonctionnent avec un format commun: StanForD ou StanForD 2010, la version plus récente . Ce type de standard a été développé par l'institut de recherche suédois Skogforsk  et est utilisé à l'international.

## La tête d'abattage

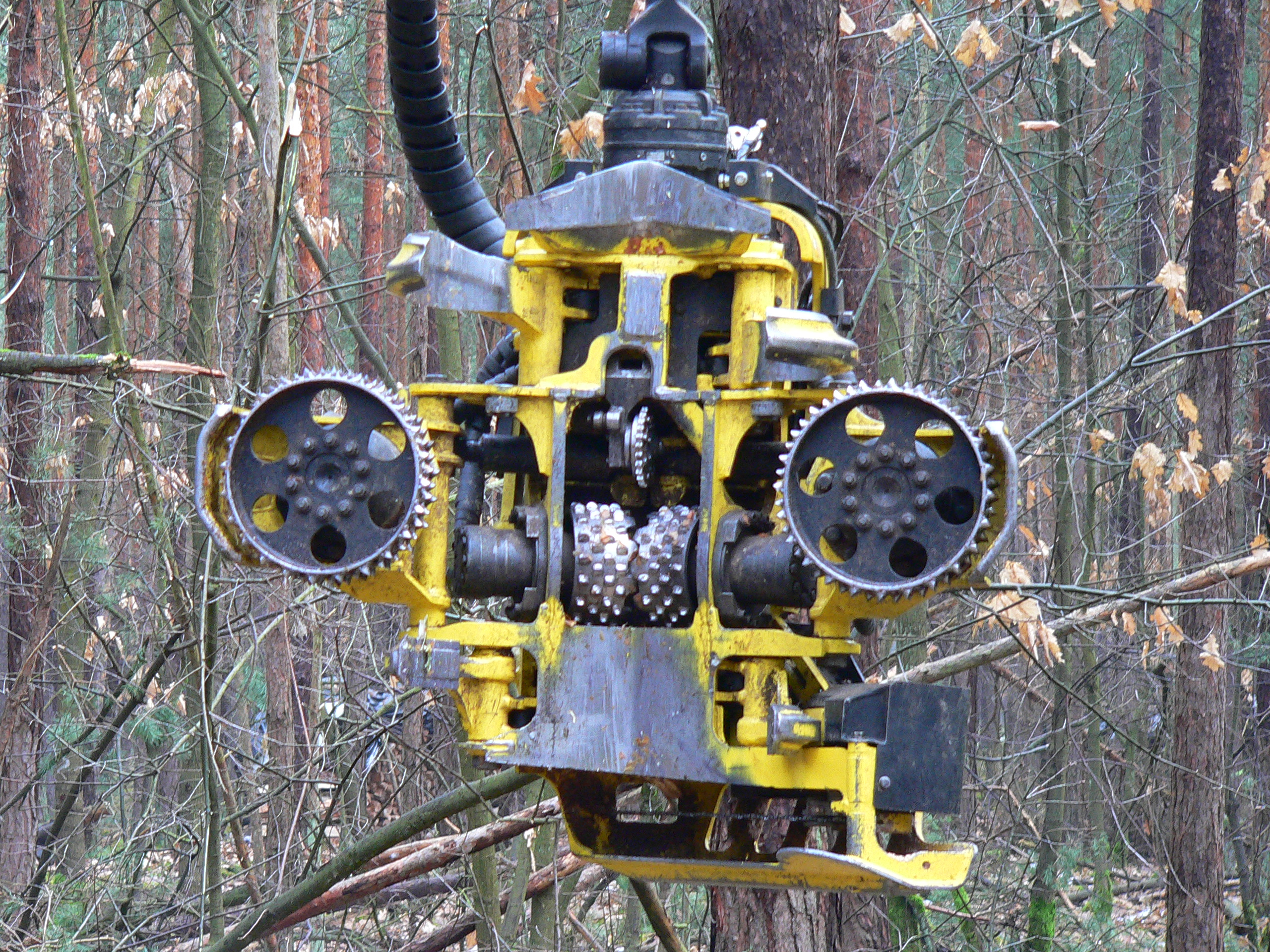
Tête d'abattage de John Deere 1170E

Les têtes d'abattage multifonctionnelles les plus évoluées sont généralement équipées (du bas vers le haut, tête en position verticale) :
- d'une scie (lame de tronçonneuse similaire à celle présente sur une tronçonneuse portable classique). Cette lame est toutefois plus robuste et puissante ; sur cette lame, ou guide, peut être présent un système de traitement de souches contre un pathogène : le fomes ;
- de pinces (le nombre varie selon le modèle de la tête, toujours un nombre pair, souvent deux ou quatre). Ces pinces permettent à la tête de soulever les arbres coupés, mais aussi de les ébrancher. Pour ceci, ils sont aiguisés ;
- les rouleaux d'entraînements: des rouleaux (généralement deux, il existe des modèles avec trois ou quatre rouleaux d'entraînement) permettant de bien maintenir l'arbre lors de la coupe. Ils permettent également de déplacer l'arbre d'avant en arrière afin de couper les branches ;
- à nouveau de deux couteaux mobiles (sur vérins) ;
- un couteau fixe sur le haut de la tête, en forme de triangle, permettant un ébranchage de précision.

Une machine équipée de ce type de tête se nomme une abatteuse-ébrancheuse-billonneuse, nom auquel on préfère souvent par facilité le terme anglais harvester ou alors le terme français de machine combinée ou combiné d'abattage ou encore abatteuse multifonctionnelle.

## Processus

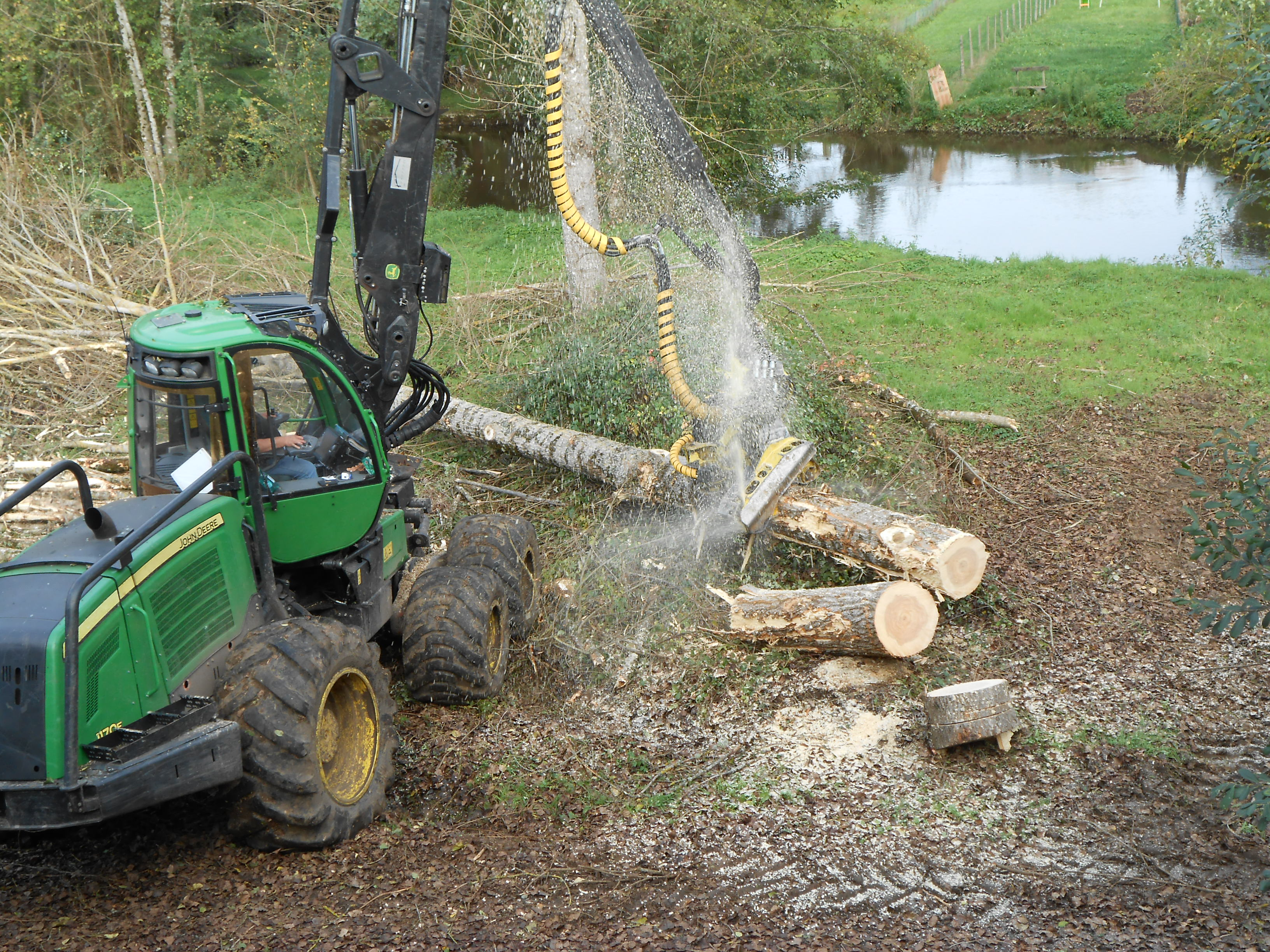
Abatteuse en train de débiter un tronc de peuplier

L'abatteuse se déplace d'arbre en arbre. En arrivant devant l'arbre à couper, la tête d'abattage est placée à la base du tronc et l'arbre pris à l'aide des pinces. La scie coupe alors l'arbre et immédiatement, la tête est pivotée de 90 degrés pendant que l'arbre tombe. Le tronc coupé se retrouve proche du sol, la tête parellèle au sol. Les rouleaux d'entrainement font avancer le tronc dans la tête, pendant cette avancée, les branches sont enlevées par les pinces aiguisée. Au fur et à mesure que le tronc passe dans la tête, la scie est déployée pour façonner des produits à partir du tronc.
Les machines les plus évoluées peuvent couper, ébrancher et billonner sans que les arbres ne touchent le sol. L'opération pour un arbre dure moins d'une minute.

## Avantages et inconvénients de l'utilisation d'abatteuses

### Avantages
- Productivité élevée, surtout lors de coupes à blanc et de certains types d'éclaircies
- Possibilité d'optimisation des travaux si utilisation judicieuse de l'ordinateur de bord, suivi des coupes depuis le bureau (peut par exemple servir en cas de litige entre un opérateur et un propriétaire forestier, quantité de bois coupée retraçable)
- Meilleures conditions de travail (cabine climatisée, inclinable afin d'égaler la microtopographie, réduction des vibrations...)
- Augmentation considérable de la sécurité du travail pour l'opérateur (par exemple cabine développée pour résister au poids de la machine, au cas où l'abatteuse se retournerait par accident)

### Inconvénients

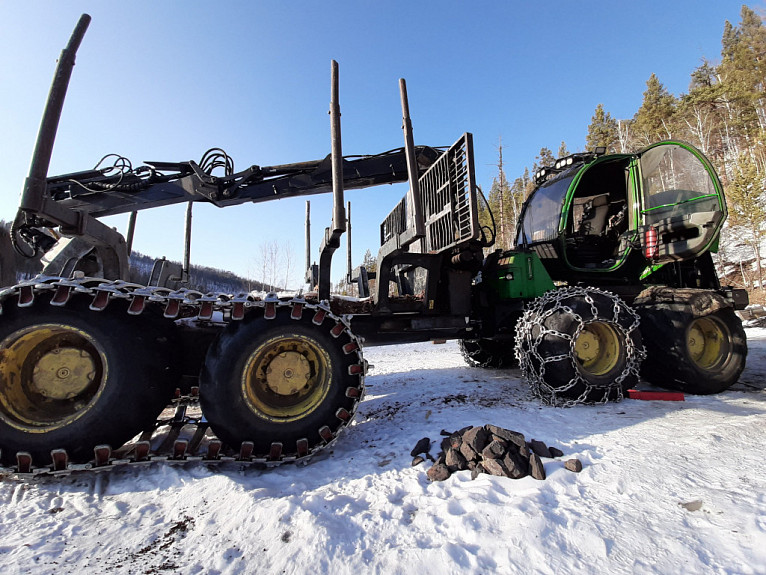
Complexe d'exploitation forestière (récolteuse) au travail. Bouriatie, Russie

- Coûts d'acquisition élevés, coûts d'entretien élevé
- Forte charge mentale pour l'opérateur, surtout dans des peuplements mixtes et donc plus complexes [6]
- Dégâts irréversibles sur le sol possibles si utilisation inappropriée (sur sol humide, sans tapis de broussailles[7])
- Machines développées pour des arbres avec une architecture simple, où la quasi totalisé des produits se trouvent dans le tronc principal et non pas dans les branches. L'utilisation dans les feuillus se fait de plus en plus, sans exploiter entièrement les possibilités liées à l'optimisation de la machine
- Difficilement manœuvrable quand il s'agit d'aller couper seulement quelques arbres au milieu d'un peuplement